# Ulpio Limenio
Ulpio Limenio (latino: Ulpius Limenius; fl. 347-349) è stato un prefetto romano.

## Biografia
A partire dal 347 fu prefetto del pretorio in Italia e Africa (questa prefettura venne creata nel 347 da Costante I distaccando l'Illirico) e praefectus urbi; con il consolato del 349 concentrò nelle proprie mani le tre cariche contemporaneamente, come mai accaduto prima. Nel marzo del 349 ricevette una legge da Costante I che proibiva il furto di materiale dalle tombe pagane (Codice teodosiano, ix.17.2).